# Истарски егзодус
Истарски егзодус или Истарско-далматински егзодус је израз који се користи за исељавања етничких Италијана са југословенске територије Истре, као и градова Задар и Ријека након Другог свјетског рата. Истра, Ријека и Задар биле су етничке мјешовите, са хрватском, италијанском и словеначком заједницом. Италија је послије Првог свјетског рата анектирала Истру, Ријеку и дијелове Далмације. На крају Другог свјетског рата бивше италијанске територије Истра и Далмација постале су дио Југославије према Мировном уговором са Италијом 1947. године, изузев округа Трст. Бивше територије које су постале дио Југославије, данас су дио Хрватске и Словеније.
Према различитим изворима, процјењује се да је током егзодуса између 230.000 и 350.000 људи (укључујући неколико хиљада Хрвата и Словенаца антикомуниста) напустило подручје након завршетка рата. Егзодус је почео 1943, а потпуно је завршен тек 1960. године.
Историчари и даље истичу формалну одговорност југословенских власти за егзодус, али у многим случајевима притисак на етничке Италијане (убиства и погубљења током првих година егзодуса, замијењени су након 1947. године мање насилним облицима застрашивања као што су национализација, експропријација и дискриминаторно опорезивање) давао је мале могућности осим емиграције.